# 長崎県立佐世保商業高等学校
長崎県立佐世保商業高等学校（ながさきけんりつ させぼしょうぎょうこうとうがっこう, Nagasaki Prefectural Sasebo Commercial High School）は、長崎県佐世保市吉岡町に所在する公立の商業高等学校。略称は「佐商」（さしょう）。

## 概要
歴史
佐世保商業高等学校は1923年（大正12年）に開校した「長崎県立佐世保商業学校」を前身とする。県立の商業学校としては県内で1番目に設置された。1948年（昭和23年）の学制改革で新制高等学校「長崎県立佐世保商業高等学校」が発足したものの、間もなく佐世保工業高等学校と統合され、「長崎県立佐世保商工業高等学校」となる。1951年（昭和26年）に統合を解消し、「長崎県立佐世保商業高等学校」となり、今日に至る。商業学校時代も含めれば、長崎県立の商業高校の中では一番長い歴史を持つ。近年は社会情勢の変化に対応して学科の再編を進めている。図書館を中心として読書活動にも力を入れており、2005年（平成17年）度には読書活動優秀実践校となった。2018年（平成30年）に創立95周年を迎える。
設置課程・学科
- 2018年（平成30年）4月に総合ビジネス科が会計ビジネス科・情報マーケティング科の2学科に改編される予定[3]。これに伴い総合ビジネス科の募集は停止される。国際コミュニケーション科は存続され、新学科と合わせ3学科体制となる。

全日制課程 2学科
- 総合ビジネス科（商業に関する学科）
  - 2年時より以下の4系列に分かれる。
    - 流通ビジネス系 - 流通の体系や起業について学習し、マーケティング能力を身につける。
    - 会計ビジネス系 - 簿記、会計の分野を中心に学習し、会計活用能力を身につける。
    - 国際ビジネス系 - 中国語会話力とビジネスの学習を通じて、国際交流能力を身につける。
    - 情報ビジネス系 - ソフトウェア利用、プログラミング開発、ネットワーク、マルチメディア等の情報技術を学習し、情報活用能力を身につける。

- 国際コミュニケーション科（外国語に関する学科）
  - 授業と空港研修、イングリッシュセミナー、シアトルホームステイなどの行事を通じて、コミュニケーション力を身につける。

校訓
「吾人をして最も善良なる生徒たらしめよ」・「開拓者の精神を発揮すべし」 - 1923年（大正12年）に初代校長によって制定。
校章
学問や学校を表す「ペン先」と未来への飛躍を象徴する「左右対称の翼」の絵を組み合わせたものを背景にして、中央に「商高」の文字（縦書き）を置いている。
校歌
作詞は古川喜久郎（補作:坪井盛市）、作曲は岡野貞一による。歌詞は2番まである。

## 沿革
旧制・商業学校時代
- 1923年（大正12年）4月16日 - 「長崎県立佐世保商業学校」が開校。佐世保市梅田町10-11（現長崎県立佐世保中央高等学校）に校舎を置く。
- 1944年（昭和19年）4月1日 - 教育ニ関スル戦時非常措置方策[5]により、「長崎県立佐世保第二工業学校」に転換。
- 1946年（昭和21年）4月 - 太平洋戦争の終結により、校名を「長崎県立佐世保商業学校」に戻す。

新制・商業高等学校時代
- 1948年（昭和23年）4月 - 学制改革（六・三制の実施）に伴い、「長崎県立佐世保商業高等学校」と改称。
- 1949年（昭和24年）
  - 2月 - 長崎県立佐世保工業高等学校と統合し、「長崎県立佐世保商工業高等学校」となる[6]。
  - 7月1日 - 江迎町立江迎中学校に定時制の江迎分校（修業年限4年／商業科・採鉱科の2学科）を設置[7]。
- 1951年（昭和26年）4月1日 - 長崎県立佐世保商工業高校を統合前の長崎県立佐世保工業高等学校と「長崎県立佐世保商業高等学校」（再）に分割。
- 1956年（昭和31年）4月1日 - 江迎分校に家庭科を設置[7]。
- 1963年（昭和38年）3月31日 - 江迎分校を廃止[7]。
- 1972年（昭和47年）4月1日 - 長崎県立高校の中では初めて情報処理科を設置。
- 1979年（昭和54年）3月26日 - 現在地に移転。
- 実施年不明 - 国際経済科を設置。
- 2002年（平成14年）4月1日 - 商業科・国際経済科・情報処理科を総合ビジネス科に統合。
- 2003年（平成15年）- 創立80周年記念式典を挙行。
- 2005年（平成17年）4月1日 - 国際コミュニケーション科を新設。
- 2018年（平成30年）4月 - 総合ビジネス科を会計ビジネス科（2学級）と情報マーケティング科（2学級）の2学科に改編（予定）。
  - これに伴い、総合ビジネス科の募集は停止される。新学科と従来の国際コミュニケーション科を合わせ3学科体制となる[3]。

## 学校行事
1学期
- 4月 - 入学式、新入生歓迎会、新入生宿泊研修
- 5月 - 1学期中間考査
- 6月 - 高総体
- 7月 - 地区別学校説明会、1学期末考査、終業式、国際コミュニケーション科ホームステイ
- 8月前半 - 平和学習会（9日 長崎原爆の日）中学生1日体験入学

2学期
- 8月後半 - 始業式
- 9月 - 体育祭
- 10月 - 2学期中間考査、文化祭
- 11月 - 開校記念日、マラソン大会
- 12月 - 2学期末考査、高1インターンシップ、終業式

3学期
- 1月 - 始業式
- 2月 - 高校推薦入試、高3学年末考査、高2修学旅行
- 3月 - 卒業式、高1・2学年末考査、高校一般入試、終業式（修了式）

## 部活動
（2011年（平成23年）6月18日現在）
運動部
- 陸上部
- バスケットボール部
- バレーボール部（女子）
- ハンドボール部（女子）
- ソフトボール部（女子）
- 卓球部（女子）
- サッカー部（男子）
- ソフトテニス部
- 野球部（男子）
- アーチェリー部（女子）

文化部
- 美術部
- 吹奏楽部
- 放送部
- 報道部
- 英語部
- 華道茶道部
- 図書同好会
- 家庭クラブ
- 情報処理研究部
- 商業クラブ
- 簿記電卓部
- バトン部

## 著名な出身者
旧制・商業学校時代
- 黒田一博（元プロ野球選手）
- 田中達夫（元プロ野球選手）
- 穂積驚（直木賞作家）

佐世保商業高等学校
- 鍋島雅治（漫画家）
- 高井研一郎 (漫画家)
- ななみなな（歌手、ものまねタレント）
- 池田楓 (アイドル･SKE48)

## アクセス
最寄りの駅
- MR松浦鉄道西九州線 「皆瀬駅」から徒歩20分。

最寄りのバス停
- 西肥バス（させぼバスも含む） 「佐世保商業高校」行きのバスに乗車し、「佐世保商業高校」バス停終点で下車。
  - 佐世保商業高校行き(V1)は川棚バスセンターや重尾、十郎原など各地から便があり、比較的便数が多い路線である。
  - 校地が佐世保市北部の高台にあり、国道204号から別れた急な長い坂道の頂上に位置するため多くの生徒が上記の路線バスを利用している。

最寄りの国道
- 国道204号